# Grand Prix de Ouest France 1978
Il Grand Prix de Ouest-France 1978, quarantatreesima edizione della corsa, si svolse il 22 agosto 1978 su un percorso di 202 km, con partenza e arrivo a Plouay. Fu vinto dal francese Pierre-Raymond Villemiane, davanti all'olandese Joop Zoetemelk e al francese Marcel Tinazzi.

## Ordine d'arrivo (Top 10)
| Pos. | Corridore                 | Squadra               | Tempo    |
| ---- | ------------------------- | --------------------- | -------- |
| 1    | Pierre-Raymond Villemiane | Renault-Gitane        | 4h54'00" |
| 2    | Joop Zoetemelk            | Mercier-BP-Hutchinson | s.t.     |
| 3    | Marcel Tinazzi            | Flandria              | a 25     |
| 4    | Jacques Bossis            | Renault-Gitane        | s.t.     |
| 5    | Patrick Busolini          | Mercier-BP-Hutchinson | s.t.     |
| 6    | Hubert Matisse            | Mercier-BP-Hutchinson | s.t.     |
| 7    | Andrè Mollet              | Mercier-BP-Hutchinson | s.t.     |
| 8    | Jean Chassang             | Renault-Gitane        | s.t.     |
| 9    | Christian Muselet         | Flandria              | s.t.     |
| 10   | Roland Berland            | Renault-Gitane        | s.t.     |